# Ex situ

Ex situ est une locution latine signifiant « hors site ». Elle caractérise une opération (observation, analyse, conservation, etc.) que l'on fait sur un objet ou un échantillon ailleurs qu'en son emplacement naturel, et s'oppose à « in situ » (« sur place »).